# إيرنيستو ووكر
إيرنيستو ووكر (بالإسبانية: Ernesto Walker)‏ هو لاعب كرة قدم بنمي، ولد في 9 فبراير 1999 في بنما في بنما. شارك مع منتخب بنما تحت 20 سنة لكرة القدم ومنتخب بنما لكرة القدم. أما مع النوادي، فقد لعب مع بلازا أمادور.

## وصلات خارجية
- إيرنيستو ووكر على موقع إي إس بي إن إف سي (الإنجليزية)
- إيرنيستو ووكر على موقع قاعدة بيانات كرة القدم.إي يو (الإنجليزية)
- إيرنيستو ووكر على موقع ناشيونال فوتبول تيمز (الإنجليزية)
- إيرنيستو ووكر على موقع Soccerbase.com (لاعب) (الإنجليزية)
- إيرنيستو ووكر على موقع Soccerway.com (الإنجليزية)
- إيرنيستو ووكر على موقع عالم كرة القدم.نت (الإنجليزية)